# Augusto Carlos Teixeira de Aragão

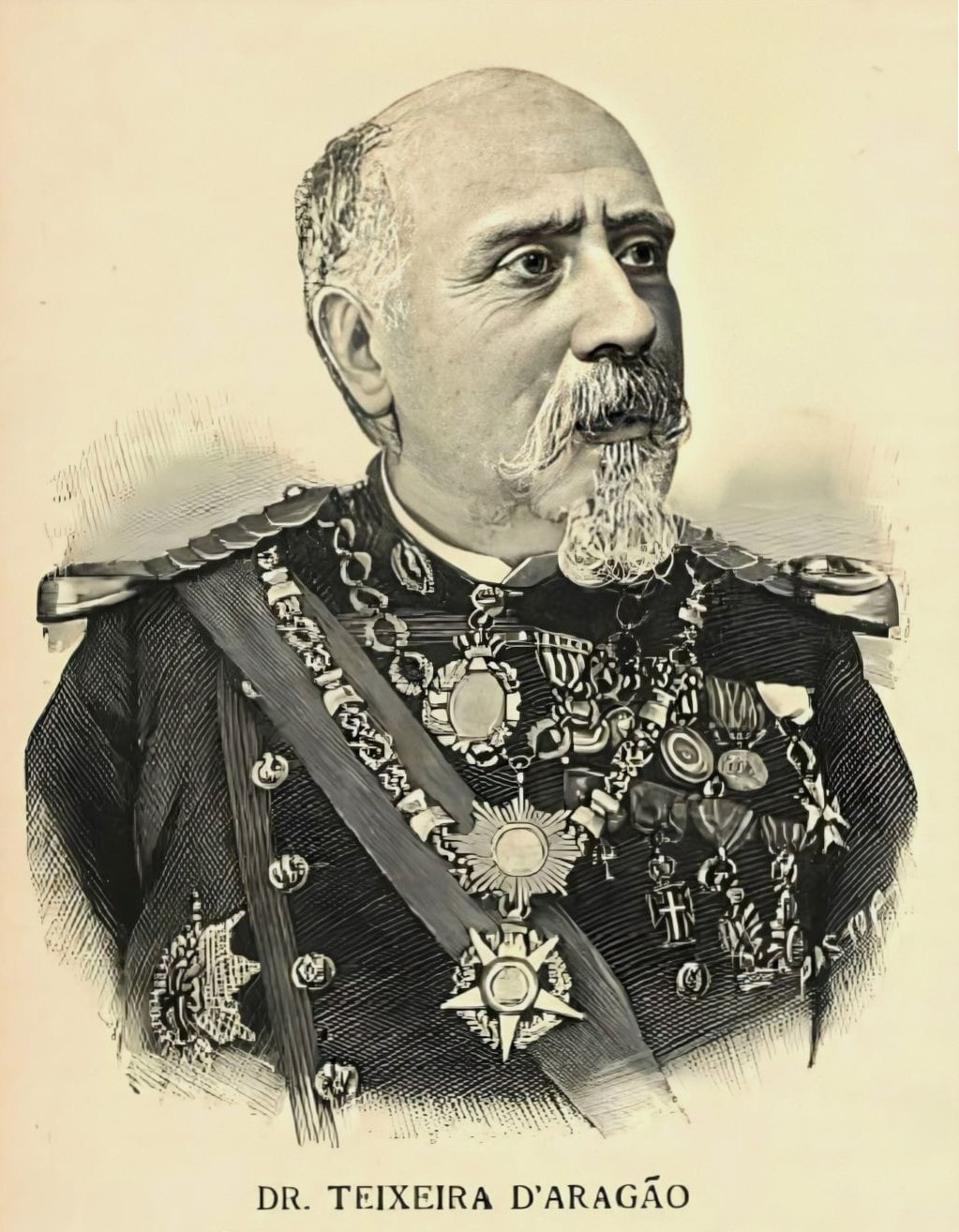
Augusto Carlos Teixeira de Aragão

Augusto Carlos Teixeira de Aragão (* 15. Juni 1823 in Lissabon; † 29. April 1903 ebenda) war ein portugiesischer Militärarzt, Numismatiker, Antiquar und Historiker. Als Offizier der portugiesischen Armee erreichte er den Rang eines Generals. Er gilt als einer der „Väter der Numismatik“ in Portugal.

## Biographie
Teixeira de Aragão war der Sohn von José Maria Teixeira Aragão und seiner Frau Mariana Hermogenes da Silva. Er studierte Medizin und wurde Cirurgião-mór-em-chefe der portugiesischen Armee.
Er begann als Chirurg in der Pfarrei Melides in der Grafschaft Santiago do Cacém. Er kümmerte sich um die Pflege der Kranken und half den Bedürftigen und Betroffenen der dort im Jahr 1849 aufgetretenen Ruhr-Epidemie.
Früh widmete er sich dem Sammeln von Münzen. Seine außergewöhnlichen intellektuellen Fähigkeiten, in Verbindung mit seiner Freundschaft mit Ludwig I. von Portugal, erlaubten es ihm, sich intensiv auf diesem Gebiet der Wissenschaft zu beschäftigen.
In den 1860er Jahren war Teixeira de Aragão verantwortlich für die Arbeit an der Ausgrabungsstätte der wiederentdeckten römischen Stadt Balsa bei Tavira.

## Zahlreiche Ämter
Im Jahr 1867, als Kanzler des Amtes des Nationalpalastes in Ajuda, war Teixeira de Aragão  verantwortlich für die Organisation, Katalogisierung und Ausstellung des „Museu de Antiguidades da Ajuda“, wo man Stücke von großem Wert aus der Schatzkammer des portugiesischen Königshauses, der verlassenen Klöster und von Einzelpersonen zusammentrug. Er veranlasste auch den Erwerb von neuen Stücken. Bei der Wahrnehmung dieser Aufgaben wurde er zudem mit der Aufgabe betraut, Objekte der portugiesischen königlichen Sammlung auf der Pariser Weltausstellung 1867, und der „Commission de l'histoire du travail“ auszustellen. Während der Dauer der Ausstellung hatte er die Gelegenheit, in Kontakt zu den weltweit renommiertesten Persönlichkeiten auf dem Gebiet der Numismatik zu kommen.
Im Jahr 1870 veröffentlichte er das Werk Descrição Histórica das Moedas Romanas Existentes no Gabinete Numismático de sua Majestade El-Rei O Senhor D. Luiz. Ein Jahr später wurde er korrespondierendes Mitglied des brasilianischen „Instituto Histórico e Geográfico Brasileiro“, da seine Arbeit von der „Comissão de Archeologia e Ethnographia“ positiv bewertet worden war.
Im Jahr 1874 trat Teixeira de Aragão in die „Sociedade Histórica da Independência de Portugal“ ein und übernahm den Posten des Vize-Schatzmeisters der „Comissão Central 1º de Dezembro 1640“.
1875 veröffentlichte er den ersten der drei Bände des monumentalen Werkes Descrição Geral e Histórica das Moedas Cunhadas em Nome dos Reis, Regentes e Governadores de Portugal. Teixeira de Aragão hatte einen vierten Band dieses Werkes geplant, zu denen auch die Münzen von Brasilien und Angola gehören sollten, der Band wurde nicht mehr verwirklicht.
Im selben Jahr wurde er von der Regierung berufen, in der Kommission der Königlichen Akademie der Schönen Künste eine Reform umzusetzen, um die Museen mit dem Denkmalschutz und der Archäologie zu verbinden. In dieser Zeit reproduzierte er die genaue Gestaltung der Medalha de Olhão, die von den Einwohnern der Stadt Olhão dem damaligen Prinzregenten D. João und späterem König Dom João VI de Portugal geschenkt worden war.
Teixeira de Aragão wurde am 28. Dezember 1876 in die Sektion für Geschichte und Archäologie der Königlichen Akademie der Wissenschaften zu Lissabon (Academia das Ciências de Lisboa) gewählt.
1877 nahm er an der archäologischen Konferenz von Citânia de Briteiros in Guimarães teil.
Im Jahr 1880 wurde er Mitglied der Kommission der „Real Associação dos Architectos Civis e Archeologos Portuguezes“ (RAACAP); deren Hauptaufgabe war die Frage der Relevanz der Objekte in den Ausstellungen, sowie die Verwaltung der historischen Denkmäler.
1881 gehörte Teixeira de Aragão als Mitglied dem Organisationskomitee für die Ausstellung von spanischer und portugiesischer dekorativer Kunst im South-Kensington-Museum in London an.
1885 wurde er Direktor des zentralen Militärkrankenhauses von Tavira.
Teixeira de Aragão war Mitglied der Geographischen Gesellschaft von Lissabon, der „Société Française de Numismatique“ und des Ausschusses der Antikensammlung der „Real Academia de la Historia de Madrid“. In Brasilien wurde er als Berater des Historischen und Geographischen Instituts von São Paulo zugelassen.

## Veröffentlichungen
- As minhas ferias. Lissabon, Typographia da Academia das Bellas Artes, 1843. 64p.
- Vidigueira: Fragmentos históricos[3]. Beja: O Bejense, 1861.
- Vidigueira: Convento do Carmo[4]. Beja: O Bejense, 1861.
- Description des Monnaies, Médailles et Autres Objects D'Art Concernant L'Histoire Portugaise. Paris: Imprimerie Administrative de Paul Dupont, 1867. 171p.
- Notes sur quelques numismates portugais des XVIIe, XVIIIe et XIXe siècles: lettre à M. le vicomte de Ponton d'Amécourt. Paris: Pillet, 1867.[5]
- Relatório sobre o Cemitério Romano Descoberto próximo da cidade de Tavira em Maio de 1868. Lissabon, Imprensa Nacional, 1868. 20p.
- Catálogo descriptivo das moedas e medalhas portuguezas que formam parte da colecção do Visconde de Sanches de Baena.[6]
- Descripção Histórica das Moedas Romanas existentes no Gabinete Numismático de sua Magestade EL-Rei O Senhor Dom Luiz I. Lissabon, Typographya Universal, 1870. 640p.
- D. Vasco da Gama e a Villa da Vidigueira D. Vasco da Gama e a Villa da Vidigueira. Lissabon, Typographya Universal, 1871.
- Typos politicos: Mestre Manoel Camões.[7] Lissabon, Almanach Arsejas - Liv. Arsejas, 1872.
- Descrição geral e histórica das moedas cunhadas em nome dos reis, regentes e governadores de Portugal (Tomo I). Lissabon, Imprensa Nacional, 1875. 538p.
- Descrição geral e histórica das moedas cunhadas em nome dos reis, regentes e governadores de Portugal (Tomo II).Lissabon, Imprensa Nacional, 1877. 578p.
- Descrição geral e histórica das moedas cunhadas em nome dos reis, regentes e governadores de Portugal (Tomo III). Lissabon, Imprensa Nacional, 1880. 714p.
- Vasco da Gama e a Vidigueira: Estudo historico. Lissabon, Imprensa Nacional, 1887. 164p.
- Anneis: Estudo.[8] Lissabon, Typographia da Academia Real das Sciencias, 1887. 25 p.
- Breve noticia sobre o descobrimento da América. Lissabon, Typographya da Academia Real das Sciencias, 1892. 80p.
- Catálogo dos objectos de arte e industria dos indígenas da América que, pelas festas commemorativas do 4° centenário da sua descoberta, a Academia Real das Sciencias de Lisboa envia à Exposição de Madrid. Lissabon, Typographya da Academia Real das Sciencias, 1892. 44p.
- Diabruras, santidades e prophecias. Lissabon, Typographya da Academia Real das Sciencias, 1894. 151p.
- Antiguidades romanas de Balsa. Lissabon,  O Archeologo Português, 1896. N.º2. S. 55–57.
- Memoria historica sobre os Palacios da residencia dos V. Reys da India. (Manuskript).

## Auszeichnungen und Ehrungen
- 1868 Cavaleiro da Ordem Militar da Torre e Espada[9]
- Cavaleiro da Ordem de Cristo
- 1870 Comendador da Ordem Militar de Avis[10]
- 1874 Cavaleiro da Ordem Militar de Avis[11]
- Medalha Teixeira de Aragão (Teixeira de Aragão Medaille)[12] – geprägt 1963 von der Portugiesischen Gesellschaft für Numismatik in Bronze (Durchmesser 70 mm, 163 g Gewicht).
- Praça Doutor Teixeira de Aragão (Platz „Dr. Teixeira de Aragão“), in der Gemeinde Benfica im Distrikt Lissabon.
- Briefe[13]